# Philipp Anton Schilgen

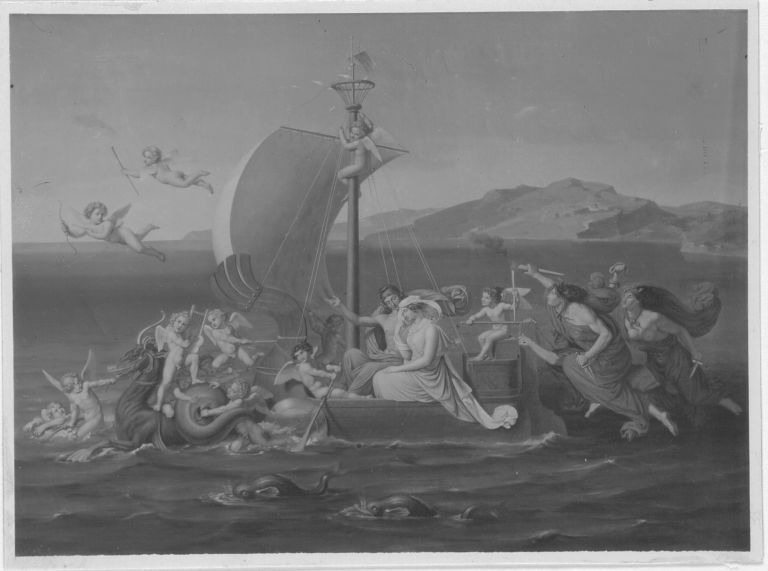
Die Entführung der Helena, 1830

Philipp Anton Schilgen (* 1792 in Osnabrück; † 29. November 1857 ebenda) war ein deutscher Maler.

## Leben und Werke
Bis 1825 erhielt Philipp Anton Schilgen eine künstlerische Ausbildung an der Kunstakademie Düsseldorf bei Peter Cornelius. In den Jahren 1830 bis 1832 lebte er in Rom, danach war er in München tätig. Für den Westtrakt der Arkaden des Münchner Hofgartens schuf er ein Bild zur Gründung der Primogenitur durch Albrecht IV. im Jahr 1506. Das Gemälde, ursprünglich ein auf Kalkputz aufgetragenes Fresko, wurde später durch eine Version ersetzt, die mit Keimfarben auf Zementputz gemalt und ergänzt wurde. Für das Empfangszimmer des Königs im Königsbau der Residenz malte er, nach Entwürfen von Ludwig von Schwanthaler, 24 Bilder zu Tragödien des Aischylos. Ein Raub der Helena nach einem Karton von Cornelius gelangte in die Neue Pinakothek. Aus dem Jahr 1834 stammt ein Jugendbildnis des Schriftstellers Levin Schücking. 1847 porträtierte Schilgen den Superintendenten Johann Christian Lange.